# Natalia Pohrebniak
Nataliya Pohrebnyak (Ucrania, 19 de febrero de 1988) es una atleta ucraniana, especialista en la prueba de los relevos 4 × 100 m, con la que llegó a ser medallista de bronce mundial en 2011.

## Carrera deportiva
En el Mundial de Daegu 2011 gana la medalla de bronce en los relevos 4 × 100 metros, tras las estadounidenses y jamaicanas, consiguiendo un tiempo de 42,51 segundos (mejor marca personal) y siendo sus compañeras: Olesia Povh, Mariya Ryemyen y Hrystyna Stuy.